# Andrés Barboza
Andrés Barboza, vollständiger Name Edward Andrés Barboza Cubilla, (* 23. Juli 1994 in Montevideo) ist ein uruguayischer Fußballspieler.

## Karriere
Der 1,79 Meter große Mittelfeldakteur Barboza bestritt in der Saison 2011/12 unter Trainer Gabriel Camacho am 28. Mai 2012 bei der 0:2-Niederlage gegen Bella Vista sein erstes Ligaspiel für den Club Atlético Cerro in der Primera División. Dabei stand er in der Startelf. Auch in der Saison 2014/15 wurde er im Kader der Erstligamannschaft Cerros geführt. Ein weiterer Pflichtspieleinsatz ist aber bis Saisonende für ihn dort nicht zu verzeichnen. In der Spielzeit 2015/16 absolvierte er 20 Erstligaspiele (kein Tor). Während der Saison 2016 kam er zehnmal (kein Tor) in der Liga zum Einsatz.